# Leptostachya
- Commons
- Wikispecies

Leptostachya Nees, segundo o Sistema APG II, é um gênero botânico da família Acanthaceae.

## Espécies
| - Leptostachya anguina - Leptostachya antirrhina - Leptostachya axillaris - Leptostachya bantamensis - Leptostachya campylostemon - Leptostachya carolinensis - Leptostachya caudatifolia - Leptostachya comata - Leptostachya cordata - Leptostachya crinita - Leptostachya dichotoma - Leptostachya heterophylla - Leptostachya laxa - Leptostachya leptostachya - Leptostachya leptostochya | - Leptostachya lucida - Leptostachya martiana - Leptostachya oblongifolia - Leptostachya obovata - Leptostachya parviflora - Leptostachya pectoralis - Leptostachya poeppigiana - Leptostachya reptans - Leptostachya rupestris - Leptostachya secundiflora - Leptostachya spathulifolia - Leptostachya virens - Leptostachya virgata - Leptostachya wallichii - Leptostachya zeylanica |

- «Lista das espécies»

## Nome e referências
Leptostachya C.G.D. Nees em Wallich, 1832

## Classificação do gênero
| Sistema | Classificação                       | Referência            |
| ------- | ----------------------------------- | --------------------- |
| APG II  | Ordem Lamiales, família Acanthaceae | APweb, versão 9, 2008 |